# 沙拉碗

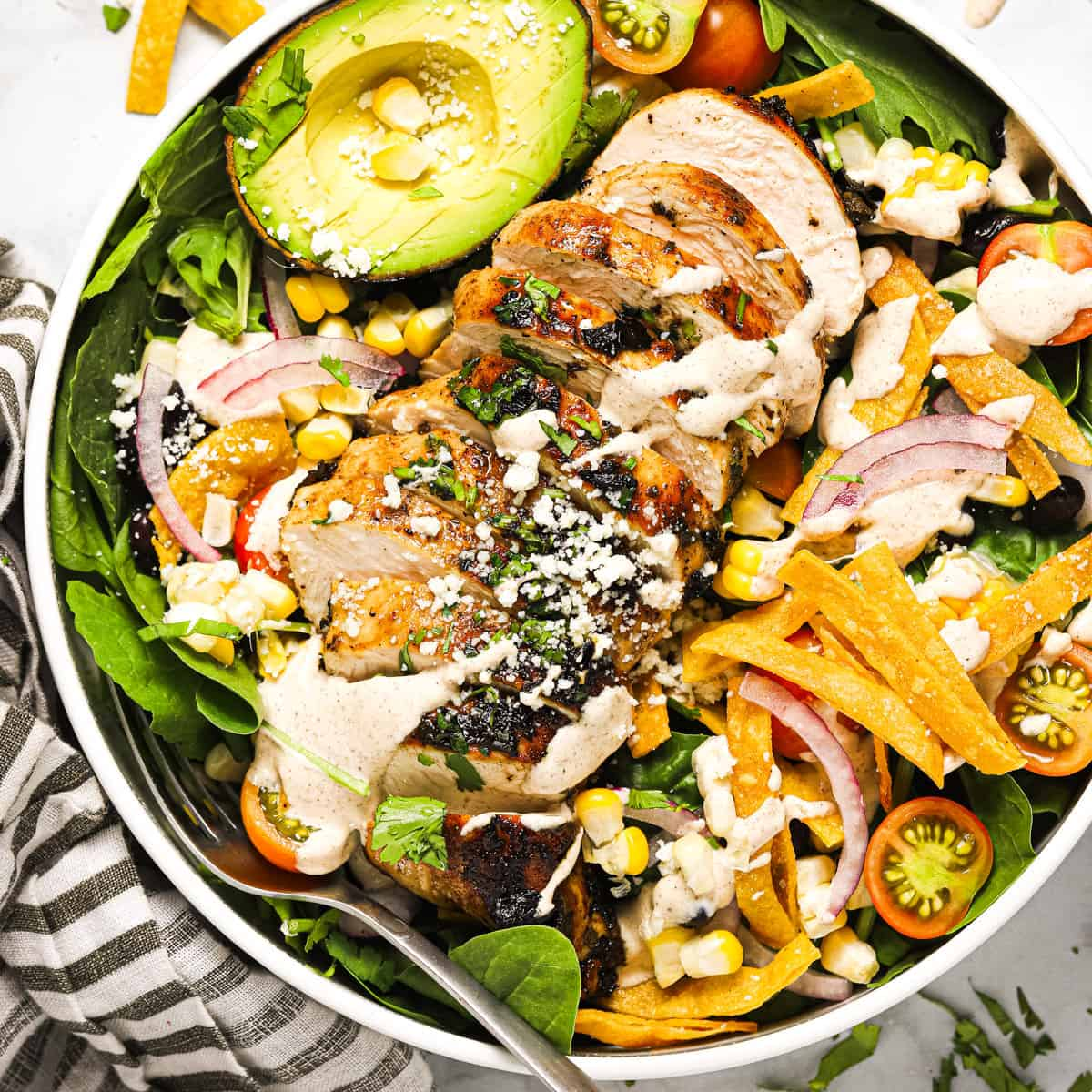
各種不同的成分可以組合成沙拉。

沙拉盤（英語：salad bowl）或拌沙拉（英語：tossed salad）是一個多元文化社會可以融合不同文化同時保持其獨立身份的方式的隱喻，與強調將部分組合成一個整體的大熔爐形成鮮明對比。在加拿大，這個概念通常被稱為文化馬賽克或“拌沙拉”。
在沙拉盤模型中，不同的文化被匯集在一起——就像沙拉配料一樣——但不會一起形成一個單一的同質文化；每種文化都保持著自己獨特的品質。這個想法提出了一個由許多個人文化組成的社會，因為後者表明種族群體可能無法保存他們的遺產。
紐約市可以被認為是一個“沙拉盤”。歐洲的一個例子是其“非歐洲國民融合”政策，該政策資助和促進針對非歐盟成員國的融合倡議。該項目旨在鼓勵民間社會對話，開發融合模式，並傳播和突出有關融合的最佳舉措。
沙拉盤的想法在實踐中既有支持者也有反對者。支持者認為，作為“美國人”並不天生將一個人與單一文化聯繫起來，而是與公民身份和對美國的忠誠聯繫在一起。因此，一個人不需要為了被認為是“美國人”而放棄他們的文化遺產。

## 延伸閲讀
- Lind, Michael. The Next American Nation: The New Nationalism and the Fourth American Revolution. 1996
- Schmidt, Alvin J. The Menace of Multiculturalism: Trojan Horse in America. 1997
- Huntington, Samuel P. Who Are We?: The Challenges to America's National Identity. 2005
- Chua, Amy. Day of Empire: How Hyperpowers Rise to Global Dominance and Why They Fall. 2007
- Kolb, Eva. The Evolution of New York City's Multiculturalism: Melting Pot or Salad Bowl. 2009